# هوندا سی‌بی۲۵۰ آر.اس
هوندا سی‌بی۲۵۰آر.اس (به انگلیسی: Honda CB250RS) یک موتورسیکلت ۲۵۰ سی‌سی تک‌سیلندر ژاپنی که برای استفاده در جاده‌ها طراحی شده و تا اواسط دهه ۱۹۸۰ تولید می‌شد. این موتور دارای یک انجین یک‌سیلندر چهارزمانه، چهارسوپاپ، خنک‌کننده هوا با تراکم بالا بود، که ارتقاء موتوری بود که برای موتورسواران تریل XL250S قبلی ساخته شده بود. آر. اس به دلیل ساختار باریک، با وزن خشک تنها ۱۲۸ کیلوگرم، و هندلینگ زیرک شناخته شده است. این موتور دارای متعادل کننده‌های ضد چرخش بود که لرزش را کاهش می‌داد و وزن سبک‌تری را می‌داد. صرفه جویی بیشتر در وزن با تبدیل موتور به یک جزء تحت فشار حاصل شد. مدل‌های اولیه شروع به کار کردند (با اهرم رفع فشار خودکار)، در حالی که مدل‌های لوکس بعدی (RS-D / RSZ مشخص شده) با استارت الکتریکی و رنگ‌های متفاوت عرضه شدند. این موتورسیکلت دارای یک ترمز دیسکی جلو و ترمز کاسه‌ای عقب بود و در حالی که فقط یک سیلندر داشت، ولی دارای دو اگزوز بود.

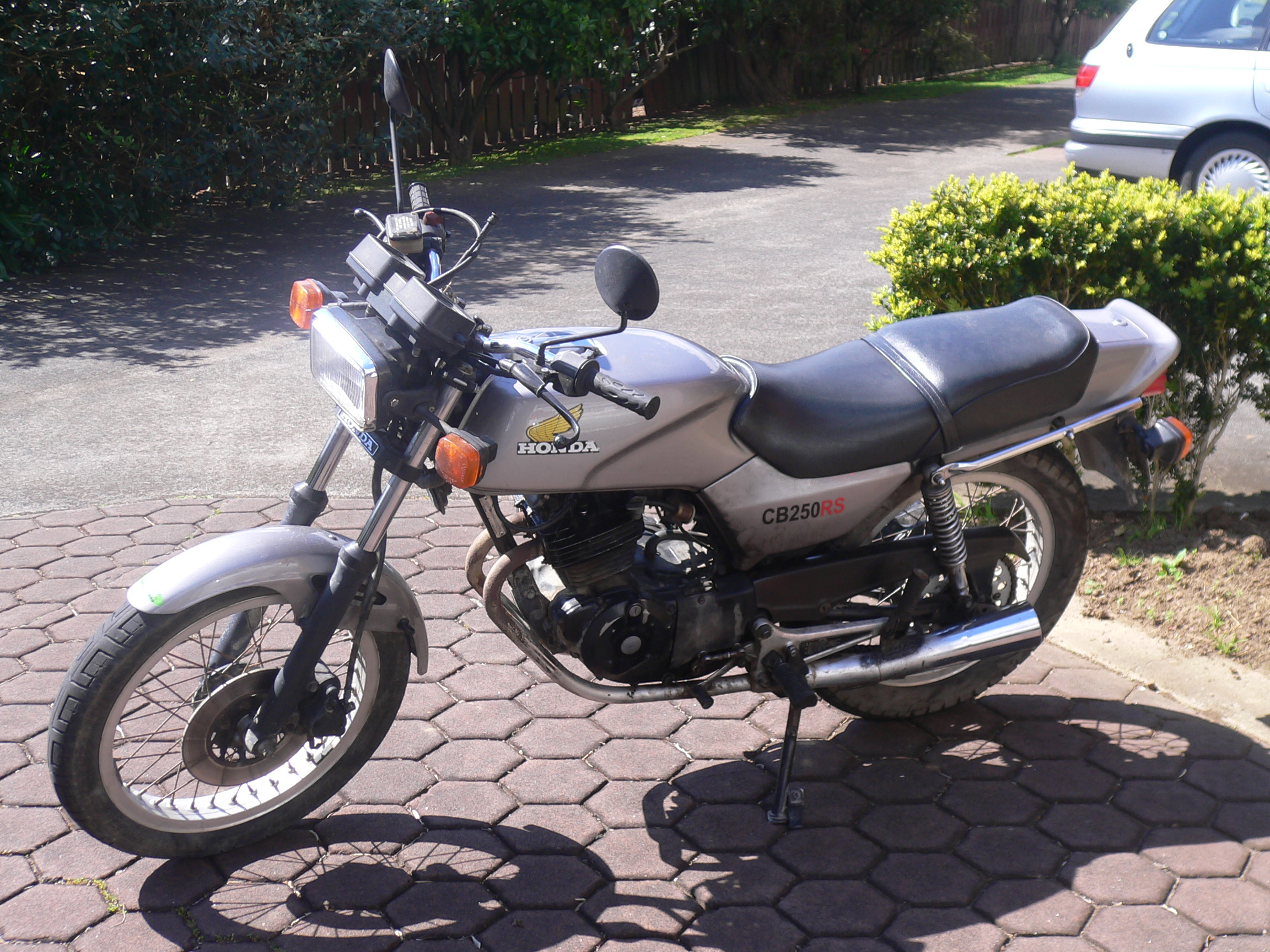
هوندا سی‌بی۲۵۰ آر. اس مدل ۱۹۸۴

این موتور قدرت متوسطی تولید می‌کرد و حداکثر سرعتی در حدود ۱۳۶ کیلومتر در ساعت یا ۸۴ مایل در ساعت داشت. مدل‌های اولیه ۲۶ اسب بخار قدرت تولید می‌کردند، در حالی که بعداً، مدل‌های بادامک دوقلو ۳۳ اسب بخار قدرت داشتند. راندمان سوخت (۳٫۴ لیتر در ۱۰۰ کیلومتر) ادعا شده است.